# Муцельмахер Мойсей Давидович
Мойсей Давидович Муцельма́хер (нар. 23 жовтня 1900, Одеса — пом. 8 липня 1961, Одеса) — український радянський графік, живописець і педагог; член Спілки радянських художників України з 1938 року.

## Біографія
Народився 10 [23] жовтня 1900 року в місті Одесі (нині Україна). Упродовж 1915—1918 років навчався в Одеському художньому училищі у Тита Двориникова, у 1918—1922 роках — в Одеському художньому інституті у Теофіла Фраєрмана.
Протягом 1925–1931 років працював у московських книжкових і журнальних видавництвах; одночасно у 1928–1931 роках навчався в Московському поліграфічному інституті, де його викладачем був зокрема Володимир Фаворський.
У 1931–1941 роках викладав в Одеському художньому училищі. 1938 року був засновником і до 1941 року очолював Одеську організацію Спілки радянських художників України.
У Червоній армії з травня 1942 року. Брав участь у німецько-радянській війні. Нагороджений орденом Червоної Зірки (30 жовтня 1944), медалями «За бойові заслуги» (22 серпня 1943) та «За перемогу над Німеччиною» (9 травня 1945).
Протягом 1945–1961 років знову викладав в Одеському художньому училищі. Серед учнів: 	Діна Фруміна, Рафаїл Фішер, Павло Сингаївський, Людмила Шполянська, Сергій Рябченко, Віктор Жураковський, Семен Маркін. Одночасно з 1946 по 1952 рік працював на посаді відповідального секретаря Одеської організації Спілки радянських художників України. Помер в Одесі 8 липня 1961 року.

## Творчість
живопис
- «Одеський пейзаж» (1929);
- «Ранок» (1934);
- «Оркестр школи імені Столярського» (1939, не збережено);
- «Ніч на морі» (1940);
- «Вступ бригади Григорія Котовського в Одесу 7 лютого 1920 року» (1947);
- «У порту» (1948);
- «Григорій Котовський» (1949);
- «Портовики» (1960);
- серія «Пейзажі Одеси та її околиць» (1949–1960);

ілюстрації до книг
- «Твій друг Хозе» Олександра Батрова (Одеса, 1950);
- історичної повісті «Прапорщик Щеголев» Сергія Сибагіна (Київ : Молодь, 1955; Москва, 1957).

Брав участь у художніх виставках з 1937 року. Персональні виставки відбулися в Одесі у 1941, 1955 роках та посмертна у 1967 році.
Окремі роботи зберігаються в Одеському, Харківському художніх музеях, Одеському краєзнавчому музеї, Музеї історії євреїв Одеси.